# Schülersprecher
Der Schülersprecher ist der Vertreter der Schülerschaft und der Vorsitzende der Schülervertretung (in Deutschland und Österreich abgekürzt SV; früher auch Schülermitverwaltung, SMV) einer Schule.
Zu den Aufgaben des Schülersprechers gehören die Vertretung der Interessen der Schülerschaft in unterschiedlichen schulischen Gremien (in einigen deutschen Ländern z. B. der Schulkonferenz oder dem Schulforum), die Organisation der Schülervertretung sowie das Vermitteln zwischen Schülern, Lehrern und Eltern.

## Situation in Österreich
In Österreich ist der Schulsprecher mit seinen zwei Stellvertretern der höchste Vertreter der Interessen der Schüler seiner Schule. Er wird in allen Schulen, in denen Schüler ab der 9. Schulstufe unterrichtet werden, gewählt. Die Wahl sollte möglichst in den ersten fünf Wochen des Schuljahres abgeschlossen werden.
Jeder Schüler der Schule kann ab der 9. Schulstufe Schulsprecher werden. In den AHS steht jedem Schüler ab der 9. Schulstufe zu, seinen Schulsprecher zu wählen, in ganzjährigen Berufsschulen obliegt die Wahl der Schulsprecher den Tagessprechern.
Das Amt des Schulsprechers erlischt mit Ende des Schuljahres, oder wenn der Schulsprecher abgewählt wird, in diesem Fall übernimmt ein Stellvertreter seine Aufgaben.
Der Schulsprecher und seine beiden Stellvertreter sind gleichberechtigte Mitglieder des SGA-Ausschusses.
Zusätzlich dürfen Schulsprecher an fast allen Lehrerkonferenzen teilnehmen, Ausnahmen sind zum Beispiel die zur Wahl der Lehrer in den SGA Ausschuss, zu dienstrechtliche Angelegenheiten, oder zur Leistungsbeurteilung der Schüler.
Der Schulsprecher hat ein aktives und ein passives Wahlrecht bei der Wahl des Landesschulsprechers.
Die Schulsprecher haben ein Recht, bei der Wahl der Unterrichtsmaterialien, und bei der Wahl mancher Erziehungsmaßnahmen mitzubestimmen.

## Situation in den deutschen Ländern
Der Schülersprecher und seine Stellvertreter werden in Deutschland abhängig vom Schulgesetz des jeweiligen Bundeslandes oder der Geschäftsordnung der Schülervertretung durch die gesamte Schülerschaft oder den Schülerrat, der aus den Klassen- und Stufensprechern besteht, für ein bis zwei Jahre gewählt. Wählbar ist hierbei meist jeder Schüler, aber je nach Regelung auch nur ein Mitglied des Schülerrates. In manchen Städten bzw. Gemeinden sind die Schülersprecher auch in einer kommunalen Schülervertretung tätig.
| Wahl und Stellung des Schülersprechers |                                                  |                                 |                              | |
| Bundesland                             | gewählt durch                                    | Amtszeit bis zu; in Schuljahren | Anzahl der Stellvertreter    | Aufgaben |
| Baden-Württemberg                      | Schülerschaft oder Schülerrat                    | 1                               | unbegrenzt                   | Vertretung der Schülerschaft; Wahl der Mitglieder des Landesschülerbeirates; Mitglied in der Schulkonferenz; Leitung der Schülermitverantwortung und des Schülerrates |
| Bayern                                 | Schülerschaft oder Schülerrat                    | 1                               | Variierend je nach Schule    | Vertretung der Schülerschaft; Mitglied im Schulforum; Leitung der Schülermitverantwortung und des Schülerrates; Wahl der Bezirksschülersprecher                       |
| Berlin                                 | Schülerschaft                                    | 1                               | Variierend je nach Schule    | Vertretung der Schülerschaft, Interessenvermittlung, Leitung und Planung der GSV-Sitzungen (Gesamtschülervertretung)                                                  |
| Brandenburg                            | KdSuS oder Schülerschaft                         | 2                               | 1 bis 3                      | Leitung der KdSuS |
| Bremen                                 | KdSuS (auch Schülerkonferenz) oder Schülerschaft | 2                               | 1 bis 3                      | Leitung der Schülerkonferenz; Ansprechpartner bei Problemen der Schüler; Vertretung der Schülerschaft                                                                 |
| Hamburg                                |                                                  | P                               | 1 bis 7                      | Leitung des Schülerrates; Vertretung der Interessen der Schüler |
| Hessen                                 | Schülerschaft (Urwahl) oder Schülerrat           | 1                               |                              | |
| Mecklenburg-Vorpommern                 | Schülerrat                                       |                                 |                              | |
| Niedersachsen                          | Schülerrat oder Schülerversammlung               | 1                               | 1 bis 3                      | |
| Nordrhein-Westfalen                    | Schülerrat oder Schülerversammlung               | 1                               | 1 bis 3                      | Leitung der Schülerkonferenz; Ansprechpartner bei Problemen der Schüler; Vertretung der Schülerschaft, Vertretung in der BSV                                          |
| Rheinland-Pfalz                        | Schülerschaft                                    | 1                               | 1                            | |
| Saarland                               | Schülerschaft                                    | 1                               | 2 pro Klasse oder Lerngruppe | |
| Sachsen                                | Schülerrat oder Schülerschaft                    | 2                               | 1                            | Einladung, Vorbereitung und Leitung der Sitzungen des Schülerrates; Berichterstattung über ihre Tätigkeit gegenüber dem Schülerrat; Mitglied des Kreisschülerrates    |
| Sachsen-Anhalt                         | Schülerschaft                                    | 1                               |                              | |
| Schleswig-Holstein                     |                                                  |                                 |                              | |
| Thüringen                              | Schülerschaft                                    | 2                               | 1                            | Interessensvertretung der Schülerschaft |

### Brandenburg
In Brandenburg sind die primären Rechtsgrundlagen § 83 und § 84 des Gesetzes über Schulen im Land Brandenburg, welche die Konferenz der Schülerinnen und Schüler (KdSuS, auch Schülerkonferenz) behandeln.
Der Schülersprecher bildet den Vorsitz dieser Konferenz und lädt diese ein. Gewählt wird der Schülersprecher im Regelfall aus der Mitte der stimmberechtigten Mitglieder der Schülerkonferenz, sofern diese nicht beschlossen hat, dass der Schülersprecher von allen Schülern aus dem gesamten Kreis der Schülerschaft gewählt wird. Für den Schülersprecher werden bis zu drei Stellvertreter gewählt, mindestens jedoch einer.
Der Schülersprecher übernimmt außer der Leitung der Konferenz auch die Geschäftsführung derselben und ist somit primär verantwortlich für die Vertretung der schulischen Interessen der Schülerschaft und für die Förderung der Mitwirkungsbereitschaft. Des Weiteren hat er zur Verwirklichung des schulischen Bildungsauftrages beizutragen. Somit sind Schülersprecher nach den Klassen-/Jahrgangsstufensprechern die erste Anlaufstelle bei Problemen mit Lehrern, neuen Ideen oder Vorschlägen für die Schule und Fragen zur Mitwirkung innerhalb dieser.
Wie für alle anderen Ämter auch beträgt die Amtszeit maximal zwei Jahre, kann jedoch auch früher enden, zum Beispiel nach Abwahl, mit Verlassen der Schule, nach einem Rücktritt oder bei Nachwahlen, wenn die jeweilige Amtsperiode abgelaufen ist. Wählbar sind grundsätzlich alle Schüler ab Klasse 4.

### Nordrhein-Westfalen
In NRW besagt § 3 Abs. 5 des BASS: „Die Schülersprecherin oder der Schülersprecher ist Vorsitzende oder Vorsitzender des Schülerrats und Sprecherin oder Sprecher der SV. Sie oder er beruft den Schülerrat ein, leitet die Sitzungen und führt die Beschlüsse des Schülerrats aus. Sie oder er ist dem Schülerrat gegenüber verantwortlich.“
Außerdem kann er selbst ohne Zustimmung sonstiger Organe eine SV-Sitzung einberufen, wenn dies der SV-Rat zulässt und ein triftiger Grund besteht, den Unterricht dafür zu unterbrechen.
Der Schülersprecher oder die Schülersprecherin kann bis zu 3 Vertreter haben. Sprecher/Sprecherin und Vertreter werden aus der SV-Sitzung von SV und SR gewählt und kann ab der 5ten Klasse gewählt werden.
Das Ende der Amtszeit wird durch die Wieder-Kandidatur oder erneuten Wahl definiert.

### Hessen
In Hessen bildet die Grundlage für die Schülervertretung § 121 Abs. 1 SchulG HE. Die Rechte, Pflichten und Aufgaben des Schulsprechers werden in folgenden Paragrafen der hessischen Landesgesetze und -Verordnungen geregelt:
- § 122 Abs. 3 und 5 SchulG HE
- § 1 Abs. 3 Sch/StudVtrV HE
- § 27 Abs. 1 und 3 Sch/StudVtrV HE
- § 28 Abs. 1 Sch/StudVtrV HE
- § 32 Abs. 2 Sch/StudVtrV HE
- § 37 Abs. 1 Sch/StudVtrV HE
- § 5 Abs. 3 Punkt 3 KonfO HE

Der Schulsprecher beruft die Sitzungen des Schülerrates (Klassensprechervollversammlung) und der Schulversammlung (Schülervollversammlung) ein und sitzt beiden Gremien vor.
Der Schulsprecher kann bis zu zwei Stellvertreter haben. Alle drei werden entweder von der Schulversammlung oder dem Schülerrat gewählt.
Die Amtszeit endet am Ende des Schuljahres, mit dem Rücktritt, Abwahl oder wenn der Amtsträger nicht mehr die Schule besucht; das Amt wird bis zur Neuwahl weiter ausgeführt.
Bei Neuwahlen kann der Amtsträger so oft wieder kandidieren wie er möchte.